# Фульк IV Ле Решен
Фульк IV Анжуйский (или Фульк IV Решен) (1043, Шато-Ландон, Сена и Марна — 14 апреля 1109, Анже, Мен и Луара) — граф Анжуйский c 1068 года, из династии Гатине-Анжу. Младший сын Жоффруа II Ферреоля и Ирменгарды Анжуйской, дочери Фулька III Нерры и Хильдегарды.

## Биография

### Происхождение
Фульк был вторым сыном графа Гатине и владельца Шато-Ландо Жоффруа II Ферреоля и его жены Ирменгарды (Бланки) Анжуйской, дочери графа Анжу Фулька III Нерры и Хильдегарды Мецкой, о происхождении которой ничего неизвестно. Ирменгарда Анжуйская приходилась сестрой Жоффруа II Мартелу и матерью Жоффруа III Бородатому, старшему брату Фулька IV Решена. Жоффруа II Ферреоль, согласно записи содержащейся в документе № XIX в первом томе картулярия собора Парижской Богоматери, был старшим сыном графа-консорта Гатине Юга дю Перша («дети Гугона Пертицкого, а именно Госфредо и Летольдо» — лат. filiis Hugonis Pertice, scilicet Gosfredo et Letoldo) и Беатрисы Маконской, дочери графа Обри II де Макона и Ирментруды де Руси, дочери графа Реймса и владельца Руси Ренальда; согласно генеалогии № V «Генеалогии графов Анжуйских» (лат. Genealogiae comitum Andegavensium) в «Хронике графов Анжу и владельцев Амбуаза» Беатрис была дочерью Альберика из дома графов Безансона.

### Правление
В 1043–1045 годах, после смерти отца Фулька, его старший брат Жоффруа III унаследовал графство Гатине и владение Шато-Ландо, вероятно при поддержке матери, которая в 1048 году сочеталась вторым браком с герцогом Бургундским Робертом I Старым, о чём содержится запись в генеалогии № I «Генеалогии графов Анжуйских».
Согласно «Хронике деяний консулов Анжу» в «Хронике Анжу» дядя Фулька по материнской линии, граф Анжу Жоффруа II Мартелл в 1060 году, будучи больным, отказался от всех своих титулов в пользу племянников, графа Гатине Жоффруа Бородатого и Фулька Решена. Согласно записи № 3 документа № CXLIII в первом томе картулярия кардинала аббатства Троицы в Вандоме, Жоффруа II Мартел умер 14 ноября 1060 в основанном им монастыре святого Николая в Анжу, где он находился во время своей болезни и принял монашеский постриг. Рядом с ним находился Фульк, а его преемником стал Жоффруа. Но по записи в «Хронике святого Альбина Анжуйского» в «Хронике церкви в Анжу» Жоффруа II Мартел умер 14 ноября 1061 года и его преемником стал Фульк Ле Решен. Известно, что в 1060 году Жоффруа Бородатый стал графом Анжу и Турени под именем Жоффруа III, а его младший брат Фульк Ле Решен получил во владение Сентонж и Вийе.
В 1061 году герцог Аквитании Гильом VIII вторгся в Сентонж, но потерпел поражение от Фулька и его старшего брата у истока реки Бутон. Но через год Гильом VIII всё же захватил Сентонж.
После прихода к власти Жоффруа III некоторые бароны и виконты подняли мятеж. В 1062 году поднялось восстание под предводительством Жоффруа де Прульяка. Согласно записи в «Туреньской хронике» Жоффруа III убил его в Турени, где разрушил местное аббатство. Неумелая политика Бородатого способствовала усилению кризиса. Утративший и владение Вийе к повстанцам присоединился и Фульк Ле Решен, возглавив партию недовольных правлением своего старшего брата. Он нанёс Жоффруа III поражение в битве при Сомюре, захватив город. В 1068 году Фульк захватил в плен самого Жоффруа III, присвоил себе всего его титулы и владения, став их правителем под именем Фулька IV, а самого брата заточил в замок Шинон в Турени.

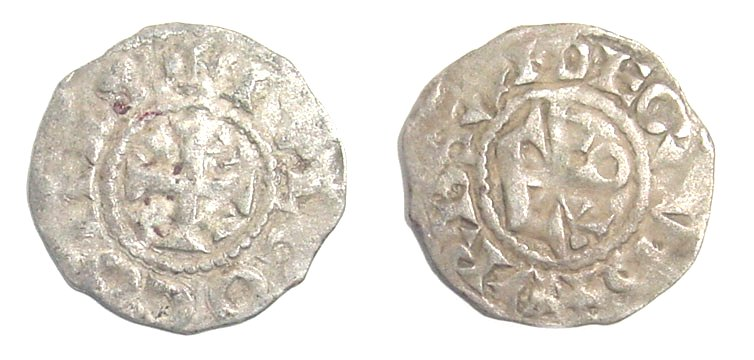
Монеты, чеканившиеся во время правления Фулька IV

Однако король Франции Филипп I вместе с графом Блуа Тибо III и некоторыми баронами в графстве Мэн выступили против него и нанесли поражение. В 1069 году Фульк IV сумел договориться с королём, уступив короне графство Гатине и владение Шато-Ландо, сохранив за собой графство Анжу. Впрочем, несмотря на требования Филиппа I, он отказался выпустить из темницы своего брата. Ему удалось договориться с баронами в графстве Анжу, но с 1081 года и до самой смерти Фульк IV вёл постоянную войну за замок Амбуаз с его владельцем Югом.
В 1069 году бароны графства Мэн, поддержанные Фульком Ле Решеном, изгнали герцога Нормандии из графства Мэн и предложили графство Герсенде, которая после смерти сестры Биоты, была единственной законной наследницей графства. Тем не менее в 1070 году Герсенда и её второй муж, владелец Эсте и основатель дома Эсте Альберто Аццо II отказались от титула в пользу сына Гуго, ставшего новым графом Мэна под именем Юга V. В его отсутствие графством управлял барон Жоффруа де Майен, организатор изгнания герцога Нормандии. В 1072 году новым регентом графства стал Фульк IV. В 1073 году Вильгельм Бастард, он же Завоеватель, в то время уже захвативший английское королевство, сумел занять часть графства Мэн, в которой под именем Роберта II он провозгласил графом своего сына, бывшего мужем сестры последнего графа из дома Гугонидов. Другая часть графства под защитой Фулька IV по прежнему признавала своим правителем Юга. В 1081 году по мирному договору в Бланшлане графом Мэна был признан Роберт II, который, в свою очередь, признал себя вассалом Фулька Решена. Но уже в 1083 году военные действия возобновились из-за конфликта между Робертом и его отцом Вильгельмом. Фульк IV восстановил контроль над всей территорией графства Мэн.

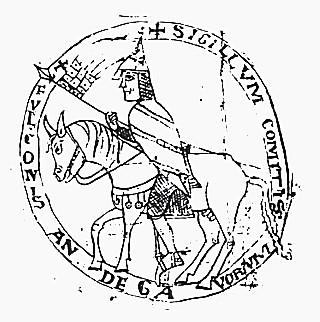
Печать Фулька IV 1090 года

Пятый брак Фулька IV с Бертрадой де Монфор, третьей дочерью владельца Монфора Симона I от его третьей жены Агнессы д’Эврё, дочери графа д’Эврё Ричарда и Годехильды де Конш, не был признан Святым Престолом. В 1091 году римский папа Урбан II осудил этот союз по причине того, что две предыдущие жены Фулька (вторая, Ирмерганда де Бурбон, и четвёртая, Манти де Бриенн) были живы. Вскоре Бертрада де Монфор была похищена людьми Филиппа I, который 15 мая 1092 года женился на ней. Фульк смирился с выбором жены и признал свой развод с нею.
23 июня 1096  года, согласно записи в документе № XCIII «Чёрного картулярия» (фр. Cartulaire noir) собора святого Маврикия в Анже, Фульк IV сделал пожертвование кафедральному собору от имени трёх своих детей — дочери Ирменгарды и сыновей  Жоффруа IV и Фулька Младшего.
В это же время он подавил очередное восстание баронов. С 1098 года его старший сын и наследник Жоффруа IV стал принимать участие в военных походах вместе с отцом. Его даже побаивались местные бароны и уважало духовенство. Вместе с отцом он взял Ла-Шертр, сжёг Туар, но во время осады Канда в 1106 году умер, пронзённый стрелой. Существует версия, что он был убит, так как ранее неожиданным соперником Жоффруа стал его младший брат Фульк Молодой, сын Фулька Решена от Бертрады де Монфор, который в 1104 году заявил о своих правах на графство Анжу. Он и стал новым наследником отца.
Фульк IV Ле Решен умер в Анжере 14 апреля 1109 года, оставив свои титулы и владения единственному выжившему сыну. Он был похоронен в монастыре Святейшей Троицы в Анжере.
Фульк IV написал «Историю графов Анжу», от которой сохранились всего лишь небольшие фрагменты. Полностью сохранилась, написанная монахами по его заказу в 1100–1140 годах, «Хроника деяний консулов Анжу». В ней охвачен период первой династии графов Анжу, начиная аж с виконтов Анжу IX века. В 1096 году папа Урбан II наградил его Золотой розой.

## Семья и дети

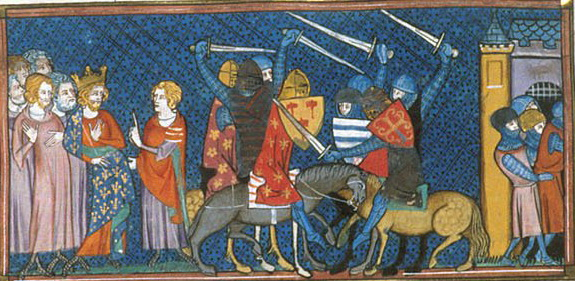
Страницы из жизни Фулька IV. Фульк IV приходит к соглашению с французским королём Филиппом I. Фульк IV побеждает своего брата Жоффруа III и заключает его в тюрьму. Хроника Сен-Дени, Британская библиотека

Фульк IV Решен вступал в брак пять раз, однако есть некоторые сомнения относительно точного количества его жён:
- Его первой женой (с 1068 года) была Хильдегарда де Божанси (умерла до 1070), дочь Ланцелина II де Божанси. От этого брака родилась только одна дочь:
  - Ирменгарда (1068 — 1 июня 1146) — герцогиня Аквитании, 1-й муж: Гильом IX, герцог Аквитании в 1086 — 1126 годах, сын Гильома VIII, 2-я муж: Ален IV Фержен, герцог Бретани в 1084 — 1112 годах, сын Хоэля II и Авуазы Бретонской.
- В 1070 году Фульк женился на Ирменгарде де Бурбон, дочери Аршамбо IV Сильного и Филиппы Овернской, однако в 1075 году он с ней развёлся, возможно, по причине родства. От этого брака родился:
  - Жоффруа IV Мартелл (1073 — 19 мая 1106) — граф Анжу в 1098 — 1106 годах.
- 21 января 1076 года Фульк женился на Оренгарде де Шатильон, дочери Изембарда де Шатильон, однако в 1080 году он с ней развёлся, возможно, также по причине родства.
- В 1080 году Фульк женился на Манти де Бриенн, дочери Готье I де Бриенна, но этот брак также закончился разводом (до 1089 года).
- В 1089 году (развод (15 мая 1092 года) Фульк женился на Бертраде де Монфор, дочери Симона I де Монфора и Агнессы д’Эврё. От этого брака родился:
  - Фульк V Молодой (1092 — 13 ноября 1144) — 1-я жена: Эрембурга Мэнская, дочь Эли I Мэнского, 2-я жена: Мелисенда Иерусалимская, дочь короля Иерусалима Балдуина II и Морфии Мелитенской.